# Ferdinand de Baillet
Ferdinand François Xavier de Baillet (Antwerpen, 24 november 1789 - Brussel, 15 april 1842) was gouverneur van de Nederlandse provincie West-Vlaanderen.

## Biografie

### Familie
Ferdinand de Baillet was een telg uit de familie de Baillet. Hij was een van de zeven zonen van graaf Jean de Baillet (1757-1815), burgemeester van Antwerpen, en Thérèse du Bois de Vroylande (1758-1836). Hij was een broer van graaf Henri de Baillet, graaf Joseph de Baillet en graaf Hyacinthe de Baillet, een neef van Ferdinand du Bois, en een oom van Charles de Baillet.
Hij trouwde in 1821 in Antwerpen met Catherine Moretus (1800-1830). Ze kregen twee zoons en een dochter.
- Alfred de Baillet (1823-1889), commissaris van de Société générale de Belgique en bestuurder van de Nationale Bank van België, trouwde in 1845 in Brasschaat met Gabrielle de Pret Roose de Calesberg (1824-1903). Ze kregen een zoon en een dochter, onder wie graaf Ferdinand de Baillet Latour, burgemeester van Brasschaat, provincieraadslid van Antwerpen, gouverneur van Antwerpen en senator, met afstammelingen tot heden.
- Pauline de Baillet (1826-1910), trouwde in 1867 in Brasschaat met Hector Ferdinand Hanoteau (1820-1899). Het huwelijk bleef kinderloos.

Hij was een schoonbroer van Edouard Moretus Plantin, provincieraadslid van Antwerpen.

### Trouw aan Willem I
De Baillet werd in 1816 in de Ridderschap van Antwerpen opgenomen met de titel van graaf. Hij werd staatsraad en was gouverneur van West-Vlaanderen van 1826 tot 1830. Nadat hij in februari 1830 zijn vrouw verloren had, moest hij overhaast op 27 september met zijn drie kleine kinderen uit Brugge vluchten als gevolg van de ook in deze stad losgebrande opstand. Hij vertrouwde de provincie toe aan de gedeputeerde Bernard Van Severen. Hij werd later kamerheer van Willem I.
Zijn nakomelingen pasten zich aan de Belgische toestand aan.